# Plaza de la Catedral
Plaza de la Catedral (in italiano: Piazza della cattedrale) è una delle quattro piazze principali dell'Avana Vecchia a Cuba. 
La piazza ospita la Cattedrale dell'Avana da cui prende il nome.
In origine al posto della piazza c'era una palude, che in seguito venne bonificata e utilizzata come cantiere navale. In seguito alla costruzione della cattedrale avvenuta nel 1727, la piazza divenne il sito di alcune delle più grandi dimore della città. La piazza ospita il Museo d'Arte Coloniale e numerosi ristoranti.
Un altro edificio intorno alla piazza è il Palazzo del Conte Lombillo davanti al quale è presente la statua del ballerino di flamenco Antonio Gades che giunse a Cuba nel 1975 dopo aver sciolto la sua compagnia di flamenco in Spagna in segno di protesta contro il regime di Francisco Franco. La statua è opera dello scultore cubano José Villa Soberon. Sull'altro lato della piazza c'è la Mansión del Marqués de Aguas Claras. Queste strutture, come parte dell'Avana vecchia sono state dichiarate Patrimonio dell'umanità da parte dell'UNESCO.
Le origini della piazza risalgono al XVI secolo, quando i primi abitanti dell'Avana costruirono le loro case attorno ad essa. Questo era un luogo in cui l'acqua della cosiddetta Zanja Real, che scorreva attraverso la città, defluiva, formando una palude. Per questo motivo il luogo era inizialmente noto come Plaza de la Ciénaga. Sebbene fosse un'area relativamente poco importante al momento della fondazione della città, con il canale d'acqua costruito dalle autorità spagnole, divenne una zona residenziale per coloro che desideravano sfruttare l'acqua disponibile. 
Nel 1700 il vescovo gesuita Diego Evelino de Compostela ordinò l'acquisto di terreni intorno al sito per edificare una cappella dedicata a sant'Ignazio di Loyola. In seguito, i gesuiti progettarono un collegio e una chiesa più imponente rispetto alla costruzione iniziale, la cui costruzione fu interrotta con l'espulsione dei gesuiti dai territori spagnoli nel 1776.
Dopo un periodo di abbandono, la costruzione della chiesa fu ultimata e trasformata nella Chiesa della Santísima Concepción, mentre il collegio divenne un seminario. Da allora, la Plaza de la Ciénaga cambiò nome in Plaza de la Catedral.